# IIIe législature de la république démocratique de Sao Tomé-et-Principe

Composition de l'Assemblée nationale au 3 septembre 1985 :

La IIIe législature de la république démocratique de Sao Tomé-et-Principe est un cycle parlementaire qui s'ouvre le 3 septembre 1985 pour s'achever le 2 mars 1991, à la suite des élections législatives de 1985.
Il s'agit de la dernière législature santoméenne du système à parti unique du Mouvement pour la libération de Sao Tomé-et-Principe – Parti social-démocrate (MLSTP-PSD). Alda do Espírito Santo est la présidente de l'Assemblée nationale.
Pendant cette législature est mené le plus vaste processus de révision constitutionnelle. Des lois sont votées sur la nationalité, les partis politiques, le suffrage ou le recensement électoral. Le poste de Premier ministre est institutionnalisé, avec la nomination de Celestino Rocha da Costa.

## Liste de députés
| Élu                    | Parti | Parti     |
| ---------------------- | ----- | --------- |
| Alda do Espírito Santo |       | MLSTP-PSD |

## Composition du bureau
- Présidente : Alda do Espírito Santo